# Spine of God
Spine of God è il primo album in studio del gruppo rock statunitense Monster Magnet, pubblicato nel 1991.

## Tracce
1. Pill Shovel – 4:00
2. Medicine – 3:21
3. Nod Scene – 6:46
4. Black Mastermind – 8:13
5. Zodiac Lung – 4:44
6. Spine of God – 8:02
7. Snake Dance – 3:10
8. Sin's a Good Man's Brother – 3:31
9. Ozium – 8:01

## Formazione
- Dave Wyndorf - chitarra, voce
- John McBain - chitarra
- Joe Calandra - basso
- Jon Kleiman - batteria